# Unreal (computerspelserie)
De Unrealserie is een reeks van first-person shooter-computerspellen. De serie begon op 22 mei 1998, met de verschijning van het spel Unreal.
Het spel wordt ondersteund door de Unreal Engine, die in drie jaar tijd is ontwikkeld.

## Omgeving
De spellen spelen zich af in de verre toekomst, in een sciencefictionachtige omgeving. In de spellen komen naast mensen veel buitenaardse rassen voor. Een van de meest voorkomende rassen zijn de Skaarj, een oorlogszuchtig ras waar in elk spel tegen gevochten wordt.

## Spellen in de serie

### Pc-spellen
| Datum             | Titel                                              | Platform               |
| ----------------- | -------------------------------------------------- | ---------------------- |
| 22 mei 1998       | Unreal                                             | Windows, Linux, Mac OS |
| 31 mei 1999       | Unreal Mission Pack 1: Return To Na Pali           | uitbreidingsset        |
|                   |                                                    |                        |
| 26 november 1999  | Unreal Tournament                                  | Windows, Linux, Mac OS |
| 2000              | Unreal Tournament: Game Of The Year Edition        | uitbredingsset         |
|                   |                                                    |                        |
| 1 oktober 2002    | Unreal Tournament 2003                             | Windows, Linux, Mac OS |
|                   |                                                    |                        |
| 4 februari 2003   | Unreal II: The Awakening                           | Windows                |
| 9 december 2003   | Unreal II XMP                                      | uitbredingsset         |
|                   |                                                    |                        |
| 18 maart 2004     | Unreal Tournament 2004                             | Windows, Linux, Mac OS |
| 18 maart 2004     | Unreal Tournament 2004 Special Edition             | uitbredingsset         |
| 13 april 2004     | Unreal Tournament 2004 DVD Edition                 | uitbredingsset         |
| 21 september 2004 | Unreal Tournament 2004 Editor's Choice Edition     | uitbredingsset         |
| 21 september 2004 | Unreal Tournament 2004 Editor's Choice Edition DVD | uitbredingsset         |
|                   |                                                    |                        |
| 12 november 2007  | Unreal Tournament 3                                | Windows, Linux, Mac OS |

### Consolespellen
| Datum            | Titel                                       | Platform      |
| ---------------- | ------------------------------------------- | ------------- |
| 26 oktober 2000  | Unreal Tournament                           | PlayStation 2 |
| 14 maart 2001    | Unreal Tournament                           | Dreamcast     |
| 15 november 2002 | Unreal Championship                         | Xbox          |
| 10 februari 2004 | Unreal II: The Awakening                    | Xbox          |
| 8 februari 2005  | Unreal Championship 2: The Liandri Conflict | Xbox          |
| 2007             | Unreal Tournament 3                         | PlayStation 3 |
| 2008             | Unreal Tournament 3                         | Xbox          |

## Verzamelsets
- Unreal Gold – Unreal + Return to Na Pali
- Totally Unreal – Unreal gold + Unreal Tournament.
- Unreal Anthology – Totally Unreal + Unreal II: The Awakening + Unreal Tournament 2004